# Amphipoea rufescens-albo
Amphipoea rufescens-albo là một loài bướm đêm trong họ Noctuidae.